# Zygós (ort i Grekland, Epirus, Nomós Ártas, lat 39,29, long 21,20)
Zygós är en ort i Grekland.   Den ligger i prefekturen Nomós Ártas och regionen Epirus, i den centrala delen av landet, 260 km nordväst om huvudstaden Aten. Zygós ligger 415 meter över havet och antalet invånare är 114.
Terrängen runt Zygós är huvudsakligen kuperad, men åt sydost är den bergig. Runt Zygós är det glesbefolkat, med 11 invånare per kvadratkilometer. Närmaste större samhälle är Péta, 20,0 km sydväst om Zygós. I omgivningarna runt Zygós växer i huvudsak blandskog.